# Jack Shephard
Läkaren Jack Shephard är en av huvudpersonerna i TV-serien Lost. Han spelas av Matthew Fox.
Jack Shephard är en ryggkirurg vid St. Sebastian Hospital i Los Angeles, där hans far Christian, är chefskirurg. Han studerade medicin vid Columbia University.

## Bakgrund
- Manusförfattarna övervägde från början att Michael Keaton skulle porträttera Jack och att rollfiguren skulle dö redan i pilotavsnittet. Manuset ändrades dock av rädsla för att förlora tittare genom att döda en sympatisk rollfigur så tidigt i serien.